# Bezirksrabbinat Kaiserslautern

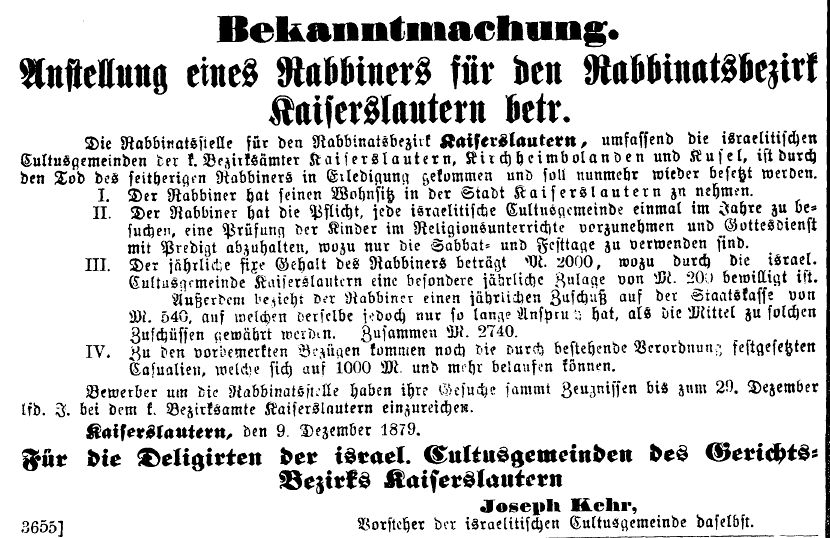
Ausschreibung für die Stelle des Rabbiners aus dem Jahr 1879

Das Bezirksrabbinat Kaiserslautern mit Sitz in Kaiserslautern, einer Stadt im Süden des Landes Rheinland-Pfalz, wurde 1827/28 geschaffen. Bis 1834 war der Sitz des Rabbinats Münchweiler an der Alsenz.
Das Bezirksrabbinat Kaiserslautern war eines von vier Bezirksrabbinaten in der bayerischen Pfalz. 

## Gemeinden des Rabbinatsbezirks
Das Bezirksrabbinat Kaiserslautern umfasste die in den Bezirksämtern Kaiserslautern, Kirchheimbolanden und Kusel liegenden  etwa 30 jüdischen Gemeinden.

## Bezirksrabbiner
- ? bis März 1843: Moses Cohen
- 1843–1879: Ludwig Seligmann
- 1880–1913: Wilhelm Landsberg
- 1913–1920: Max Weyl
- 1920–?: Sally Baron (1905 bis 1910 Rabbiner für das Landrabbinat für die Provinz Birkenfeld)